# Joseph Byron Totten
Joseph Byron Totten (New York, 1870 – New York, 29 aprile 1946) è stato un regista, attore e sceneggiatore statunitense che lavorò ai tempi del muto.

## Filmografia

### Regista
- The Lieutenant Governor - cortometraggio (1915)
- Thirteen Down - cortometraggio (1915)
- Mr. Buttles - cortometraggio (1915)
- The Blindness of Virtue (1915)
- The Call of the Sea - cortometraggio (1915)

### Attore
- The Lieutenant Governor, regia di Joseph Byron Totten - cortometraggio (1915)
- The Ambition of the Baron - cortometraggio (1916)

### Sceneggiatore
- The Lieutenant Governor, regia di Joseph Byron Totten - soggetto, cortometraggio (1915)